# Іванькова Анастасія Володимирівна
Анастасія Володимирівна Іванькова (біл. Настасся Іванькова, 22 листопада 1991) — білоруська гімнастка, олімпійська медалістка. Заслужений майстер спорту Республіки Білорусь з художньої гімнастики.

## Виступи на Олімпіадах
| Олімпіада   | Дисципліна | Місце |
| ----------- | ---------- | ----- |
| Пекін 2008  | групові    | 3     |
| Лондон 2012 | групові    | 2     |